# Marta Antonia Fascina
Marta Antonia Fascina, née le 9 janvier 1990 à Melito di Porto Salvo (Italie), est une femme politique italienne.

## Biographie
Marta Antonia Fascina naît le 9 janvier 1990 à Melito di Porto Salvo.
Elle est diplômée en littérature et philosophie de l’université de Rome « La Sapienza »,. Après ses études, elle travaille au bureau de relations publiques de Forza Italia, le parti politique créé par Silvio Berlusconi, à Milan.
Sans expérience précédente en politique, elle est candidate Forza Italia dans la circonscription Campanie-1 lors des élections générales de 2018, et est élue députée,. Elle est réélue en 2022.

## Vie privée
Marta Fascina attire l’attention en mars 2020 après la publication dans le magazine people Diva e donna de photos d’elle et Silvio Berlusconi dans l’établissement thermal de Bad Ragaz, en Suisse. Forza Italia publie par la suite un communiqué officialisant la relation amoureuse entre Fascina et Berlusconi, son aîné de 53 ans. Ce dernier meurt en juin 2023, lui léguant 100 millions d'euros.
Le 12 août 2020, le magazine Chi (it) — détenu par Berlusconi — publie une autre série de photos montrant Fascina et Berlusconi ensemble,.